# Phaonia similata
Phaonia similata este o specie de muște din genul Phaonia, familia Muscidae. A fost descrisă pentru prima dată de Albquerque în anul 1957. Conform Catalogue of Life specia Phaonia similata nu are subspecii cunoscute.